# Movie Unlimited Hengelo
Movie Unlimited Hengelo is een bioscoop in de Overijsselse stad Hengelo. Het gebouw telt vijf filmzalen met in totaal 834 stoelen. Boven de begane grond met glazen puien bevindt zich een dicht volume in beton met de bioscoopzalen. Op de begane grond bevinden zich de kassa's en de foyer. De vier kleinere zalen zijn via een trap bereiken. Op de kop bevindt zich de grote zaal, die direct vanaf de begane grond toegankelijk is. 

## Geschiedenis
Het bedrijf opende in 2003 als Space Bioscopen en ging na korte tijd verder als 'Utopolis'. In 2006 werd het complex vanwege tegenvallende resultaten gesloten. Het gebouw stond daarna leeg tot 2009. In april 2009 nam Leeuwarder Bioscopen de exploitatie over en veranderde de naam in 'Cinema Hengelo'.

### Overname Pathé
In oktober 2017 werd bekend dat bioscoopketen Pathé Nederland het bedrijf overnam. Daardoor viel de exploitatie van de bioscoop vanaf 1 december 2017 onder Pathé. Per 19 april 2018 werden toegangskaarten via de website van Pathé verkocht en werd het merk van Pathé gehanteerd. Met de overname verkreeg dat bedrijf voor het eerst een positie in Twente.

### Overname Movie Unlimited Bioscopen
Op 19 april 2019 werd bekend dat Movie Unlimited Bioscopen per 23 mei 2019 de exploitatie van de bioscoop overnam van Pathé. Hiermee werd Cinema Hengelo gelijk de grootste bioscoop in het bezit van Movie Unlimited, dat drie andere bioscopen in de regio bezat. Daarnaast veranderde Movie Unlimited de naam van de bioscoop in Movie Unlimited Hengelo. Na de overname in mei werd het aantal dagvoorstellingen in verband met lage bezoekersaantallen drastisch verlaagd en de bioscoop grondig verbouwd.
In augustus 2024 werd bekend dat Movie Unlimited Bioscopen de Hengelose vestiging van de hand wilde doen voor 1,195 miljoen euro. Deze verkoop volgde op de beslissing van Movie Unlimited om zich te concentreren op hun bioscopen in Almelo en Kampen, mede vanwege de leeftijd van een van de compagnons.

### Verkoop en sloop
In oktober 2024 heeft de gemeente Hengelo het pand van de bioscoop Movie Unlimited aangekocht voor een bedrag van 1,1 miljoen euro. Het gebouw blijft voorlopig in gebruik als bioscoop, aangezien Movie Unlimited het pand ondanks lage bezoekersaantallen voor een periode van vijf jaar zal huren. In 2029 plant de gemeente echter de sloop van het pand, met als doel op deze locatie nieuwe woningen te realiseren.

### Zalen
| Naam   | Capaciteit | Beeld        | Geluid    |
| ------ | ---------- | ------------ | --------- |
| Zaal 1 | 282        | 3D RGB Laser | Dolby 7.1 |
| Zaal 2 | 171        | 2K 2D/3D     | Dolby 7.1 |
| Zaal 3 | 151        | 2K 2D/3D     | Dolby 7.1 |
| Zaal 4 | 133        | 2K 2D        | Dolby 7.1 |
| Zaal 5 | 97         | 2K 2D        | Dolby 7.1 |

## Discriminatie
In 2015 kwam de bioscoop in het nieuws nadat de bioscoop door het College voor de Rechten van de Mens werd veroordeeld voor de discriminatie van een donkere medewerker.

## Rolstoelvriendelijk
In 2020 kwam de bioscoop wederom in het nieuws nadat de Gehandicaptenraad Hengelo aandacht had gevraagd voor het feit dat de bioscoop na de verbouwing nog steeds niet rolstoelvriendelijk is.